# Al Franken
Al Franken, właśc. Alan Stuart Franken (ur. 21 maja 1951) – amerykański aktor komediowy oraz polityk 
Minnesota Democratic-Farmer-Labor Party (regionalnej partii związanej z ogólnokrajową Partią Demokratyczną). Senator Stanów Zjednoczonych.
W listopadzie 2008 roku ubiegał się o stanowisko senatora ze stanu Minnesota. Wynik wyborów był bardzo wyrównany i przez następne osiem miesięcy toczyło się starcie polityczne i prawne między Frankenem i jego przeciwnikiem z Partii Republikańskiej, Normem Colemanem.
30 czerwca 2009 roku Sąd Najwyższy Minnesoty uznał ostatecznie Frankena zwycięzcą tego konfliktu.